# Prowincja Bắc Ninh
Bắc Ninh wymowaⓘ – prowincja Wietnamu, znajdująca się w północnej części kraju, w Regionie Delty Rzeki Czerwonej.

## Podział administracyjny
W skład prowincji Bắc Ninh wchodzi siedem dystryktów oraz jedno miasto.
- Miasta:

1. Bắc Ninh

- Dystrykty:

1. Gia Bình
2. Lương Tài
3. Quế Võ
4. Thuận Thành
5. Tiên Du
6. Từ Sơn
7. Yên Phong